# 橋本佳幸
橋本 佳幸（はしもと よしゆき、1969年 - ）は、日本の法学者。専門は民法、特に不法行為法。京都大学大学院法学研究科教授。趣味は観葉植物。

## 経歴
1969年、京都府に生まれる。
1992年、京都大学法学部卒業。京都大学大学院法学研究科助手（学士助手）、助教授を経て、2006年、京都大学大学院法学研究科教授。
現在、京都大学公共政策大学院でも教鞭を執っている。

## 主な著書
- 『責任法の多元的構造―不作為不法行為・危険責任をめぐって』（有斐閣、2006年）

## 主な論文
- 「環境危険責任の基本構造（1）～（6・完）－－公害無過失責任の再構成へ向けて－－」（法学論叢151巻1号1頁・2号1頁・3号1頁・4号18頁・5号44頁・6号1頁、2002年）
- 「不法行為における過失相殺」鎌田薫ほか編『民事法III（債権各論）』（日本評論社、2005年）381頁

など。

## 参考・引用
- 京都大学法学部HP